# Lindbergh (krater księżycowy)
Lindbergh – mały krater na Księżycu, który jest umiejscowiony w zachodniej części Mare Fecunditatis. Leży na zachód od zalanego krateru Bilharz i północny wschód od krateru Ibn Battuta. Lindbergh wcześniej był określany Messier G zanim Międzynarodowa Unia Astronomiczna nadała mu obecną nazwę. Niezwykła formacja krateru Messier znajduje się 150 km na północny zachód.
Jest to pojedynczy krater, który jest otoczony przez księżycowe morze. Krater jest kolisty a jego wnętrze przypomina kształt miski. Wewnętrzne ściany opadają łagodnie w dół do wnętrza i nie posiadają szczególnych cech.